# José Lavat
José Francisco Lavat Pacheco (Ciudad de México, 28 de septiembre de 1948 - Ciudad de México, 15 de mayo de 2018), conocido como José Lavat, fue un actor de doblaje y locutor mexicano.
Fue la voz recurrente de actores de la talla de Robert De Niro, Harrison Ford, Michael Caine, Ian McKellen, Christopher Lee y Al Pacino, entre otros.
En el anime era conocido por ser el narrador de las series Dragon Ball, excepto los primeros 60 capítulos, los últimos 55 capítulos de Dragon Ball GT y los últimos 24 capítulos de Dragon Ball Super, así como el narrador de Slam Dunk.
A partir de 1984 hasta 2015, fue el presentador oficial de la narración de la publicidad de automóviles y camiones Ford de México, al igual que de la gama de autos lujosos de Lincoln y Mercury en todo México. Con las siguientes frases "Nacidos Ford Nacidos Fuertes" y "Ford Excelencia Automotriz".
También destacó por su trabajo como Indiana Jones en las películas del mismo nombre, Gandalf en El Señor de los Anillos y el Capitán Georg Von Trapp en la famosa cinta musical La novicia rebelde, doblando al personaje en las dos versiones de doblaje de la película más en su versión anime.[cita requerida] También interpretó a los personajes Yunque y Don Poncho en las cintas de animación mexicanas El Agente 00-P2 y Un gallo con muchos huevos, respectivamente.
En 2004, fue el locutor del producto colombiano de Café Águila Roja.
También fue el locutor oficial de Cinemax Latinoamérica, también de la radiodifusora Grupo Imagen 90.5 FM de México (donde inmortalizó la frase "Imagen Radio poniendo a México en la misma sintonía") y Radio Concierto de Chile, en las etapas "Concierto, La radio de hoy", "Concierto, presente en tu memoria", "Concierto, la voz de los '80" y "Sólo grandes canciones".
Fue hermano de los conocidos Queta y Jorge Lavat.

## Filmografía

### Series
| Año       | Título                  | Papel                   | Notas                  | Fuente |
| --------- | ----------------------- | ----------------------- | ---------------------- | ------ |
| 1991      | La novicia rebelde      | Capitán Georg Von Trapp |                        |        |
| 1994      | Blue Seed               | Narrador e insertos     | Episodios 1-2          |        |
| 1995-1999 | Dragon Ball Z           | Narrador                |                        |        |
| 1999      | Sailor Moon             | Adivino                 | Episodio 2             |        |
| 1999      | Dragon Ball GT          | Narrador                | Episodios 1-9          |        |
| 1999-2001 | Slam Dunk               | Narrador                |                        |        |
| 2001      | Cyborg 009              | Saku Kanji              |                        |        |
| 2007-2009 | El Jardín de los Sueños | Narrador                |                        |        |
| 2008-2009 | 1000 maneras de morir   | Narrador                | Episodios 1-12         |        |
| 2009      | Death Note              | Soichiro Yagami         |                        |        |
| 2011      | Naruto                  | Gatsu                   |                        |        |
| 2011-2016 | Dragon Ball Z Kai       | Narrador                |                        |        |
| 2004      | Peppa Pig               | Abuelo Cerdito          |                        |        |
| 2017-2018 | Dragon Ball Super       | Narrador                | Solo hasta el Cap. 106 |        |
| 2018      | ¡Golpea duro, Hara!     | Narrador                |                        |        |